# Чурилівська вулиця
Чури́лівська ву́лиця — вулиця в Деснянському районі міста Києва, селище Троєщина. Пролягає від вулиць Святодухівської і Інтернаціонального легіону до вулиці Олексія Курінного.

## Історія
Виникла в 1-й половині XX століття, мала назву вулиця Сергія Лазо, на честь радянського державного і військового діяча часів громадянської війни Сергія Лазо.
Сучасна назва, що походить від назви історичної місцевості Чурилівщина — з 2016 року.